# الحساب يجمع (مسلسل)

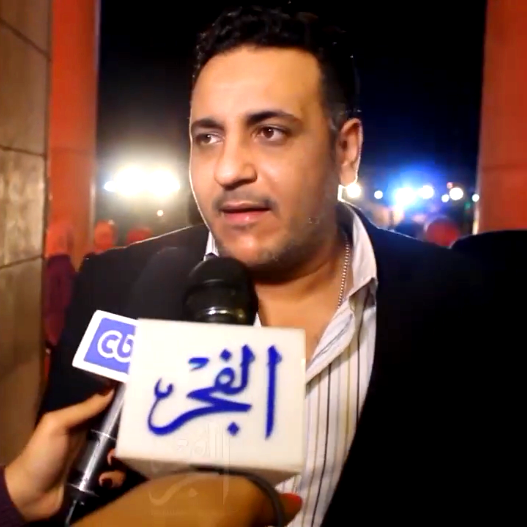
محمد رحيم مُلحن تتر البداية والنهاية لمسلسل الحساب يجمع

الحساب يجمع مسلسل مصري عبارة عن دراما اجتماعية تدور أحداثها في حارة شعبية. من إخراج هاني خليفة، وتاليف محمد رجاء وبطولة يسرا.

## القصة
تدور أحداث العمل في إطار درامي مشوق داخل عالم العاملات بالمنازل حيث تدير سيدة من منطقة شعبية تدعى نعيمة مكتبًا للعاملات والخادمات وطبخ الأطعمة للمناسبات، ومن خلال عملها تتمكن من كشف عمليات سرقة وقتل وابتزاز تقع داخل العديد من البيوت التي تعمل بها.

## طاقم التمثيل
- يسرا
- كريم فهمي
- محمود عبد المغني
- ندى موسى
- إيمان العاصي
- بوسي
- تامر حبيب
- هويدا السودانية
- مراد مكرم
- رنا خليل
- هاني قنديل
- مني عبد الغني
- عايده رياض